# Od, Herrljunga kommun
Od är kyrkbyn i Ods socken som sedan 1974 utgör en del av  Herrljunga kommun i Västergötland. Här avgränsar SCB en småort från 2023. Byn är belägen vid länsväg 182 sydväst om Annelund.
I byn uppfördes på 1100-talet Ods kyrka. Därigenom kom byn att ge namn åt såväl Ods socken som Ods församling och i förlängningen till Ods landskommun och Ods distrikt.
Ortnamnet Od är belagt första gången 1394 som Ood. Det innehåller troligen ett fornsvenskt ord odh med betydelsen ’vadställe’, besläktat med verket vada. Byn ligger vid en bäck.